# Бартенева, Екатерина Григорьевна
Екатерина Григорьевна Бартенева (урождённая Броневская; 25 мая (6 июня) 1843 — 19 августа (1 сентября) 1914) — русская революционерка.

## Биография
Родилась 25 мая (6 июня) 1843 года в Санкт-Петербурге в семье офицера и землевладельца. Из дворян. Окончила Екатерининский институт. В 1863 году вышла замуж за гвардии подпоручика Виктора Ивановича Бартенева (1838-1918). Вместе с мужем они отказались от выкупных платежей, отдали землю крестьянам и поселилась в Санкт-Петербурге. В 1867 году вместе с двумя сыновьями уехали в Швейцарию и обосновалась в Женеве. Там они сблизилась с Михаилом Бакуниным. В 1869 году Бартеневы порвали с бакунистами и совместно с Н. И. Утиным и А. Д. Трусовым основали Русскую секцию 1-го Интернационала. В 1871 году Бартенева жила в Париже, принимала участие в Парижской коммуне. Поддерживала тесные связи с П. Л. Лавровым.
В 1871 году вернулась в Санкт-Петербург и занялась литературной деятельностью. Печаталась в «Отечественных записках», «Деле» и других изданиях. В 1880-х годах была близка к народникам и народовольцам. В 1889 году была в Париже. Там она работала в русском отделе Всемирной выставки, затем под именем «Артенева» была секретарём на 1-м конгрессе 2-го Интернационала в Париже. В конце 1880-х — начале 1890-х была связана с социал-демократической группой Бруснева, занималась пропагандистской деятельностью. 
В конце 1890 года в её доме был проведён обыск, в ходе которого были найдены компрометирующие материалы. В связи с этим в 1891 году Бартенева была признана «вредной и опасной для общественного порядка» и выслана из Санкт-Петербурга. Жила под гласным надзором полиции в Пскове, в 1898 году вернулась в Санкт-Петербург. В 1905 году неоднократно выступала на митингах под именем «Вера Петровна» в качестве меньшевички. Умерла 19 августа (1 сентября) 1914 года от рака в Елисеевской больнице для бедных женщин. Похоронена на Новодеревенском кладбище.